# Тарди, Джон
Джон Тарди (англ. John Tardy, род. 15 марта 1968, Флорида) — американский вокалист, который в первую очередь известен своей работой с дэт-метал-группой Obituary. Часто называется одним из лучших вокалистов в жанре.

## Биография
Джон Тради родился 15 марта 1968 года в Тампе. В 1984 году он вместе с младшим братом Дональдом и Тревором Пересом основывает трэш-метал-группу Executioner, позже переименованную в Xecutioner. Изначально группа играла в своём гараже. Основное вдохновение музыканты черпали из музыки местных метал-коллективов Savatage и Nasty Savage. Коллектив выпускает многочисленные демо, перед тем как переименовывается окончательно в Obituary и подписывает первый контракт с Roadrunner Records и выпускает дебютник Slowly We Rot. Группа быстро достигла успеха на дэт-метал сцене, а вокал Тарди считался новаторским и обрёл культовый статус. 
С 1997 по 2002, когда группа разделилась, Джон работал в компьютерной компании. После воссоединения группы в 2003 году Тарди остаётся бессменным вокалистом флоридского коллектива.

## Характеристика голоса
Обладает очень низким уникальным гроулингом, который стал «визитной карточкой» Obituary. Вокал Джона Тарди не является по-настоящему «рычащим» — Джон поет, скорее, «осипшим» голосом. Экспрессии голосу Тарди в живых выступлениях добавляет и активное поведение фронтмена на сцене. Тарди вспоминал, что вокальный стиль он выработал под влиянием вокалистов Celtic Frost и Venom — Томаса Габриэля Фишера и Конрада Ланта. Джон Тарди также известен тем, что писал лирику к ранним альбомам, исходя из своих вокальных данных: группа не писала текстов, а строила лирику на основе тех слов, которые звучат наиболее эффектно гроулингом Джона. 
Кроме многочисленных изданий, причислявших его вокал к лучшим в жанре, его вокал отмечали и коллеги по сцене, например, Крис Барнс, Ник Холмс из Bloodbath и Макс Кавалера из Sepultura и Soulfly, а Мартин ван Дрюнен называл Тарди вокалистом, наиболее повлиявшим на него и определившим его звучание.

## Дискография
Obituary
- Slowly We Rot (1989)
- Cause of Death (1990)
- The End Complete (1992)
- World Demise (1994)
- Back from the Dead (1997)
- Dead (1998)
- Anthology (2001)
- Frozen in Time (2005)
- Frozen Alive (2006)
- Xecutioner's Return (2007)
- Left to Die (2008)
- Darkest Day (2009)
- Inked in Blood (2014)
- Obituary (2017)
- Dying of Everything (2023)

Tardy Brothers
- Bloodline (1993)